# Silke Hörmann
Silke Hörmann (Karlsruhe, 26 de enero de 1986) es una deportista alemana que compitió en piragüismo en la modalidad de aguas tranquilas. Ganó tres medallas en el Campeonato Mundial de Piragüismo entre los años 2006 y 2011, y tres medallas en el Campeonato Europeo de Piragüismo entre los años 2006 y 2012.

## Palmarés internacional
| Campeonato Mundial | Campeonato Mundial       | Campeonato Mundial | Campeonato Mundial |
| Año                | Lugar                    | Medalla            | Competición        |
| ------------------ | ------------------------ | ------------------ | ------------------ |
| 2006               | Szeged (Hungría)         | Medalla de plata   | K4 1000 m          |
| 2010               | Poznań (Polonia)         | Medalla de plata   | K2 1000 m          |
| 2011               | Szeged (Hungría)         | Medalla de plata   | K4 500 m           |
| Campeonato Europeo |                          |                    |                    |
| Año                | Lugar                    | Medalla            | Competición        |
| 2006               | Račice (República Checa) | Medalla de plata   | K4 1000 m          |
| 2011               | Belgrado (Serbia)        | Medalla de bronce  | K4 500 m           |
| 2012               | Zagreb (Croacia)         | Medalla de plata   | K1 1000 m          |